# Midnight Story Orchestra

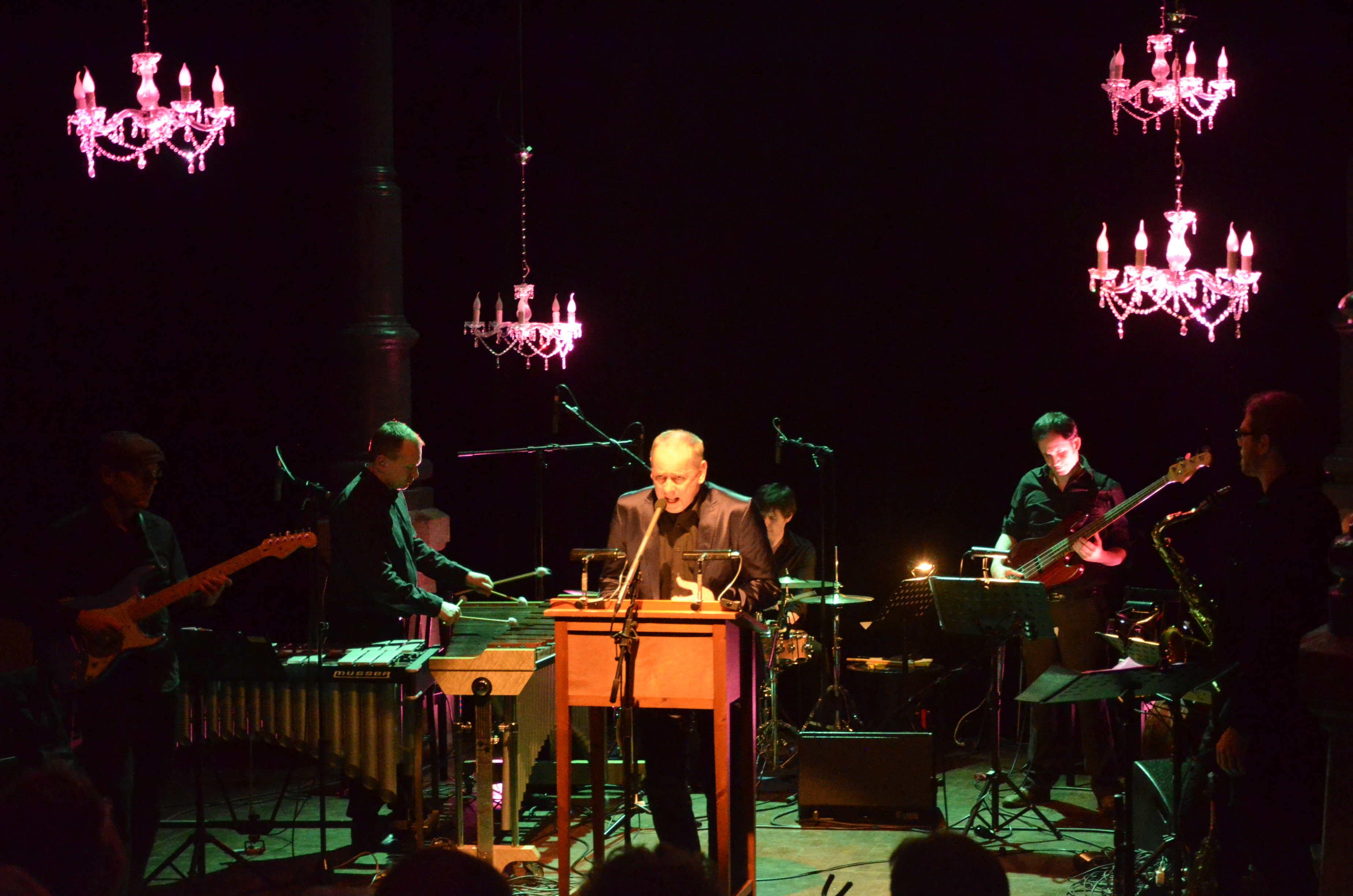
Das Midnight Story Orchestra im Kulturforum Fürth 2012

Das Nürnberger Ensemble Midnight Story Orchestra (MSO) wurde 2008 von dem Gitarristen und Komponisten Andreas Wiersich gegründet und etablierte mit seinen „Hörspielkonzerten“ ein neues Aufführungsformat.
Die Handlung der „Hörspielkonzerte“ wird in szenischer Art und Weise von einem Erzähler vorgetragen und von fünf bis sechs Musikern begleitet. An geeigneten Punkten der Handlung verlässt der Erzähler die Bühne und das Ensemble greift das soeben Erzählte in Konzertpassagen auf. Dabei werden in den Kompositionen die Charaktere, Orte und Stimmungen nach Art der „Programmmusik“ abgebildet. Die so entstehende Gleichwertigkeit von Erzählung und konzertanter Musik drückt sich in dem Begriff „Hörspielkonzert“ aus. Unterstützt werden die Aufführungen von einer ausgestalteten Szenenbeleuchtung und der gelegentlichen Einspielung von Klängen und Geräuschen.
Die stilistische Ausrichtung des Midnight Story Orchestra richtet sich nach der jeweiligen Handlung. Die Einflüsse reichen von Klassischer Musik über Rock und Jazz bis hin zu Kirchenmusik, Mittelalterlicher Musik, Folklore sowie Elektronischer und Neuer Musik. Die Besetzung ist in ihren Grundzügen jedoch dem Rock Jazz zuzuordnen, der auch einen Schwerpunkt bildet. Die Instrumentierung mit drei Harmonieinstrumenten verleiht dem Ensemble die Fähigkeit orchestral zu klingen.
Seit seiner Gründung ist das MSO mit zahlreichen Gastspielen im deutschsprachigen Raum aktiv. Das Ensemble verfügt über drei abendfüllende Produktionen, drei Kurzprogramme sowie spezielle Inszenierungen für besondere Aufführungsorte (z. B. die Felsengänge Nürnberg). Bis dato veröffentlichte das MSO zwei Doppel-CD-Alben.

## Besetzung
- Erzähler (Jasper Paulus)
- E-Gitarre (Andreas Wiersich)
- Vibraphon/Marimbaphon (Florian Bührich)
- Synthesizer/Keyboard (Toni Hinterholzinger)
- Kontrabass/E-Bass (Alexander Bayer oder Tobias Kalisch)
- Schlagzeug (Stephan Ebn)

In manchen Programmversionen kommen eine Violine oder ein Holzbläser hinzu, ebenso Gastkünstler wie der Fürther Schlagzeuger Stephan Seegel, der Münchner Geiger Joerg Widmoser, der Weidener Saxophonist Johannes Geiss, der kanadische Saxophonist Peter van Huffel, der Hannoveraner Saxophonist David Milzow, die Nürnberger Bassisten Markus Schieferdecker und Alexander Spengler und der Nürnberger Schauspieler Frank Strobelt.

## Geschichte
Entscheidend für die Entwicklung des Ensembles war das Zusammentreffen von Andreas Wiersich mit den Künstlern, die noch heute die feste Besetzung des MSO bilden. Der Hannoveraner Schlagwerker, Vibra- und Marimbaphonist Florian Bührich sowie der aus dem bayerischen Abensberg stammende Schlagzeuger Stephan Ebn spielten schon lange zuvor in verschiedenen Projekten zusammen. 
Ebn und Wiersich kannten sich bereits von gemeinsamen Sessions im Rahmen der regionalen Musikerszene im  Großraum München und Regensburg. Florian Bührich lernten die beiden dann beim gemeinsamen Studium an der Hochschule für Musik in Nürnberg im Jahr 1997 kennen. Es folgten viele gemeinsame und stilistisch unterschiedliche musikalische Projekte und Auftritte.
Ein weiterer Schritt in der Vorgeschichte des MSO war die Begegnung und das häufige gemeinsame Musizieren der drei Musiker mit dem Pianisten, Sounddesigner und Musikproduzenten Toni Hinterholzinger. Auch dieser studierte damals an der Hochschule für Musik in Nürnberg. Bis heute verleiht er allen Tonträgerproduktionen des MSO ihren charakteristischen Klang, und seit 2009 wirkt er als Mitglied der Festbesetzung auch bei den Bühnenauftritten mit.
1999 lernte Andreas Wiersich den Schauspieler, Universalgelehrten und studierten Werkstoffingenieur Jasper Paulus im Zuge verschiedener Improtheater-Auftritte kennen, bei denen er diesen als Bühnenmusiker begleitete. Als Wiersich dann im Jahr 2000 seine erste musikalische Lesungen entwarf, fragte er den Paulus als Erzähler an.

### 2000 bis 2005  (Andreas Wiersich und Band)
Wiersich konzipierte in den Jahren 2000 und 2001 die Themenzyklen „Der Graf“ (inspiriert durch Bram Stokers Roman Dracula) und „Berge und Alpines“ (eine musikalische Mixtur aus bayerisch-folkloristischen Einflüssen, Modern Jazz und Rock). Das damalige Ensemble trug den Namen „Andreas Wiersich & Band“. Beide Zyklen verbanden sich in dem gut 90-minütigen Konzertprogramm „Berge und Vampire“. Im ersten Teil („Der Graf“) rezitierte Jasper Paulus bereits einige kurze Textstellen des Dracula-Romans vor den einzelnen Musikstücken, während „Berge und Alpines“ untextiert angelegt war. Aus der ca. 45 Minuten langen, musikalischen Lesung „Der Graf“ sollte einige Jahre später das gleichnamige Hörspielkonzert mit über 2 Stunden Aufführungsdauer entstehen.
Neben den oben genannten Mitwirkenden waren der Bassist Andre Schulz und der Schlagzeuger Stefan Seegel, der zwei Jahre an Stelle von Stephan Ebn spielte, in diesem Ensemble mit von der Partie. Auch diese beiden Musiker studierten an der Hochschule für Musik in Nürnberg. Stephan Ebn verließ das Ensemble zu dieser Zeit wegen zahlreicher internationaler Engagements.
„Andreas Wiersich & Band“ spielten „Berge und Vampire“ nahezu zwei Jahre lang innerhalb Deutschlands, unter anderem beim Festival Worms: Jazz and Joy, im Rosenkeller Jena, für den Kulturzuschlag e. V. Görlitz, beim Sommernachtfilmfestival Nürnberg, in den Nürnberger Lochgefängnissen und an etlichen weiteren Spielorten. Zudem bestritt das Ensemble eine Auslandstournee nach Biella (Italien). Mit dem Programm „Berge und Vampire“ erhielt das Ensemble ein Stipendium der Stiftung „Live Music Now“ von Yehudi Menuhin.
Das Projekt pausierte vorerst. In dieser Zeit komponierte Wiersich verschiedenartige Stücke im Bereich Jazzrock und Ethnojazz, unter anderem konzipierte und komponierte er eine musikalische Lesung nach E. A. Poes Kurzgeschichte Der Untergang des Hauses Usher. Dieses Programm brachte ihn für kurze Zeit wieder mit Stephan Ebn und Jasper Paulus zusammen. Mit der Berliner Bassistin Daniela Petry, die einen zweiten Programmteil mit eigenen Kompositionen beisteuerte, und dem US-amerikanischen Vibraphonisten Bill Molenhof führten sie dieses Programm zweimal auf. 
2005 kehrte Wiersich von Berlin nach Nürnberg zurück, spielte dort in verschiedenen Formationen und Projekten und mit seiner eigenen Jazzrock-Formation. Diese Gruppe (Wiersich, Bührich, Ebn, der Münchner Geiger Jörg Widmoser und der Herzogenauracher Bassist Alexander Bayer) spielte immer wieder auch Stücke aus dem alten Repertoire von „Andreas Wiersich & Band“.

### Seit 2006: Vom „Gothic Jazz Orchestra“ zum „Midnight Story Orchestra“

#### Hörspielkonzert „Der Graf“
2006 beschloss Andreas Wiersich, die musikalischen Lesungen aus den Vorjahren zu abendfüllenden Hörspielkonzerten auszubauen. Am Ende stand ein über zweistündiges Hörspielkonzert mit dem Titel „Der Graf“. Das Programm wurde innerhalb einer Woche in den Orm-Studios (Prag) von Toni Hinterholzinger aufgenommen. Danach erhielt die Aufnahme von Hinterholzinger ein aufwendiges Sounddesign.
2008 fand die Uraufführung des Hörspielkonzertes „Der Graf“ zur Finissage der Sonderausstellung „Dracula – Woiwode und Vampir“ auf Schloss Ambras in Innsbruck statt. Mitwirkende waren: Jasper Paulus (Erzähler), Joerg Widmoser (Violine), Andreas Wiersich (Gitarre), Florian Bührich (Vibraphon, Marimbaphon), Toni Hinterholzinger (Synthesizer, Spezialeffekte), Alexander Bayer (E-Bass und Kontrabass) und Stephan Ebn (Schlagzeug). 
Das Ensemble trat zuerst unter dem Namen „The Gothic Jazz Orchestra“ (GJO) in die Öffentlichkeit, den Andreas Wiersich wegen der damals noch musikalischen Nähe zum Jazz und der inhaltlichen Quelle „Gothic Novel“ gewählt hatte. Immer wieder wurde dieser Name aber missverstanden, indem das Projekt einerseits der Gothic-Szene und andererseits zu ausschließlich der Jazzmusik zugeordnet wurde, deren bestimmender Einfluss mehr und mehr einer viel breiteren stilistischen Anlage wich. Der Name vermittelte darüber hinaus nicht die Bedeutung einer zugrunde liegenden Handlung für die Hörspielkonzerte des GJO. 2011 benannte Andreas Wiersich das Ensemble in „Midnight Story Orchestra“ um. 
Das Midnight Story Orchestra (MSO) ist seit 2008 mit Gastspielen im deutschen Sprachraum präsent und rief mit seinen neuartigen Hörspielkonzerten auch Interesse in den Kulturredaktionen von Verlagshäusern hervor. An die fünfzig Nachberichte wurden zu den Aufführungen des MSO veröffentlicht. 
Unter anderem spielte das MSO in folgenden Spielorten und Festivals: Dachauer Theatertage, Schloss Ambras, Konzert-Theater Coesfeld, Literaturtage Albstadt, Kulturnacht Gotha, Lessing-Theater Wolfenbüttel, Parktheater Göggingen, Theater im Fischereihafen Bremerhaven, Hörkunstfestival Erlangen, Leipziger Hörspielsommer, Theater Kleines Haus in Delmenhorst, Stadtkulturnacht Potsdam, Theater Hameln, Literarischer Herbst Hamm, Tübinger Jazz- und Klassiktage, historische Felsengänge Nürnberg, Schloss Landestrost Hannover, Winterbühne Pfaffenhofen a. d. Ilm, Schloss Achberg, Stadtschloss Lichtenstein, Stadttheater Itzehoe, Stadttheater Amberg, BM Cultura Bergheim, Roter Saal Braunschweig, Uni-Konzerte Wuppertal, Novembernebel Abensberg, Kulturnacht Neumarkt i. d. Opf., Kulturforum Fürth, Hubertussaal Nürnberg, Kulturhaus Schömberg, Burg Ranis, Kulturnacht Göppingen, Stadtbibliothek Greiz, Stadttheater Neumünster.

#### Hörspielkonzert „Das Haus Usher“
2009 bis 2010 weitete Andreas Wiersich die zweite musikalische Lesung aus der Berliner Zeit zu einem zweistündigen Hörspielkonzert aus, das am 23. Januar 2010 im Kulturforum Fürth uraufgeführt wurde. Die Produktion erhielt den Namen „Das Haus Usher“ (ein Hörspielkonzert nach Edgar Allan Poes Der Untergang des Hauses Usher und Ray Bradburys Usher II – April 2036). Die musikalischen Themen wurden auch hier größtenteils von Andreas Wiersich komponiert, im zweiten Teil steuerten aber auch Toni Hinterholzinger und Alexander Bayer musikalische Teile bei.

#### Hörspielkonzert „Die Elixiere des Teufels“
Nahezu  fünfzig Märchen, Kurzgeschichten und Romane studierte Andreas Wiersich 2012, bevor er schließlich 2013 an E.T.A. Hoffmanns Roman Die Elixiere des Teufels die Bearbeitung aufnahm. 2013 und 2014 arbeitete Wiersich am Text und auch an der Story des neuen Programms. Die Musik des Hörspielkonzertes komponierte Andreas Wiersich im Herbst 2014. Die Uraufführung erfolgte am 8. November 2014.